# Shchigrý
Shchigrý (ruso: Щигры́) es una ciudad rusa perteneciente a la óblast de Kursk. Está constituida como un ókrug urbano directamente subordinado a la óblast y es al mismo tiempo la sede administrativa del vecino raión homónimo sin formar parte del mismo.
En 2024, la ciudad tenía una población de 14 386 habitantes. En su territorio no hay pedanías.
Se ubica unos 50 km al noreste de la capital regional Kursk. Su territorio está casi completamente rodeado por el raión de Shchigrý, excepto en una pequeña franja al noreste en el que limita con el raión de Cheremísinovo.

## Historia
Fue fundado por el Zarato ruso en 1690 como un pueblo (seló) fortificado llamado "Tróitskoye" (Троицкое), funcionando como uno de los puntos de defensa en retaguardia en caso de fallar la línea de defensa de Bélgorod contra los tártaros de Crimea. En el siglo XVIII perdió su interés defensivo y la fortaleza fue destruida. En 1779, cuando tenía poco más de ochocientos habitantes, adoptó el estatus de ciudad para albergar la sede de su propio uyezd; desde entonces tiene su topónimo actual, que hace referencia al río homónimo que fluye por este territorio. El uyezd quedó integrado en la gobernación de Kursk.
Aunque en el siglo XIX ya superaba los cuatro mil habitantes, su desarrollo urbano comenzó en 1894, cuando se abrió aquí una estación de ferrocarril en la línea de Kursk a Vorónezh. La Unión Soviética la desarrolló notablemente como un centro de minería de hierro, en el contexto de la anomalía magnética de Kursk, y como un núcleo comercial e industrial. Desde 1963 es una ciudad directamente subordinada a la óblast, al quedar separada del raión de Shchigrý. Llegó a superar los veinte mil habitantes al finalizar el siglo XX.